# Heteroisotoma stebajevae
Heteroisotoma stebajevae is een springstaartensoort uit de familie van de Isotomidae. De wetenschappelijke naam van de soort is voor het eerst geldig gepubliceerd in 1991 door Rusek.